# هوهنوشتدت
هوهنوشتدت (به آلمانی: Hohenwestedt) یک شهر در آلمان است که در Mittelholstein واقع شده‌است.
 هوهنوشتدت  ۴٬۹۳۷ نفر جمعیت دارد.